# Barrage de Cize-Bolozon
Le barrage de Cize-Bolozon est un barrage situé en France sur les communes de Corveissiat et de Matafelon-Granges, dans le département de l'Ain en région Auvergne-Rhône-Alpes.
Établi sur la rivière d'Ain, il est mis en service en 1931,.

## Historique
À l'époque de la construction du barrage de Cize-Bolozon, les sociétés d'électricité avaient chacune leurs usines, leurs lignes électriques et leurs clients.
La centrale hydro-électrique de Cize-Bolozon construite sur l'Ain entre 1928 et 1931 par la société "l'Energie Electrique Rhône-Jura" était prévue pour améliorer l'alimentation des usines métallurgiques du Creusot et des houillères de Decize, le surplus étant revendu à la "Compagnie Bourguignonne de Transport d'Energie" qui fournissait Gueugnon, Bourges, Dijon, Lyon et voulait renforcer ses débouchés vers la région parisienne. Cette usine était la plus importante de la vallée de l'Ain.[réf. souhaitée]
Actuellement sa production, comme celle de la plupart des autres usines de la vallée est dirigée vers le réseau régional 63 000 V.

## La construction
La construction du barrage à travers une rivière aussi capricieuse qu'était l'Ain à l'époque n'a été rendue possible que par la confection d'enceintes circulaires en palplanches.
Les crues nombreuses et exceptionnellement violentes du printemps et de l'été 1930 ont à plusieurs reprises noyé le chantier.

## Le barrage
Avec ses superstructures, le barrage est typique des constructions de cette époque. Sa disposition était rendue nécessaire par le type de vannes plates de 60 tonnes roulant sur des trains de chenilles, appelées vannes "Stoney".
Pour assurer la maintenance des vannes, des batardeaux sont empilés les uns sur les autres en amont du barrage afin de mettre les vannes hors-d'eau. Les batardeaux en béton sont stockés à proximité du pont, une grue sur rails permet de les déplacer. Cette grue a été remplacée en 2018 par un nouveau modèle de conception française. L'ancienne grue a quelquefois servi à transborder des marchandises ou de petits bateaux de part et d'autre du barrage, puisque l'Ain était navigable à l'époque.

## Caractéristiques
Le barrage est du type "mobile" avec une longueur en crête de 156 m et une hauteur de 24,1 m .
Sa capacité de production est équitablement répartie entre les 3 turbines qui composent la centrale électrique : elles peuvent chacune délivrer jusqu'à 7 500 kW de puissance électrique.
La retenue d'eau formée par l'ouvrage présente une surface de 260 ha. Elle a un volume total de 14,7 millions de m3, dont 3,3 millions de m3 de volume utile (différence entre le volume maximal et minimal en fonctionnement normal de la centrale hydroélectrique).